# ルーマニアの建築
ルーマニアの建築は、中世、近代、戦間期、共産主義時代、21世紀の現代建築に至るまで、多種多様である。また、国内においても地域差が存在する。

## 近代以前

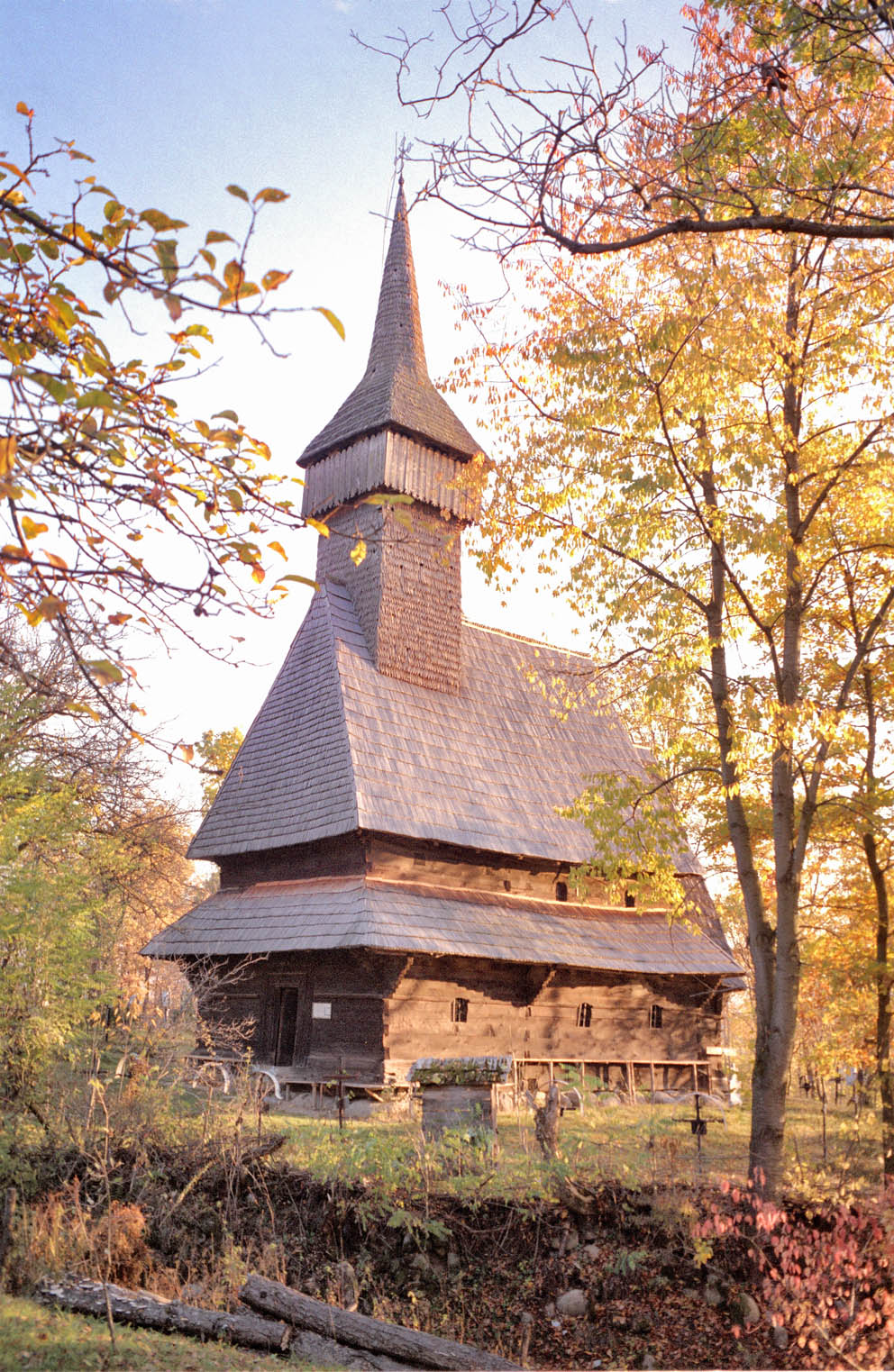
マラムレシュの木造教会

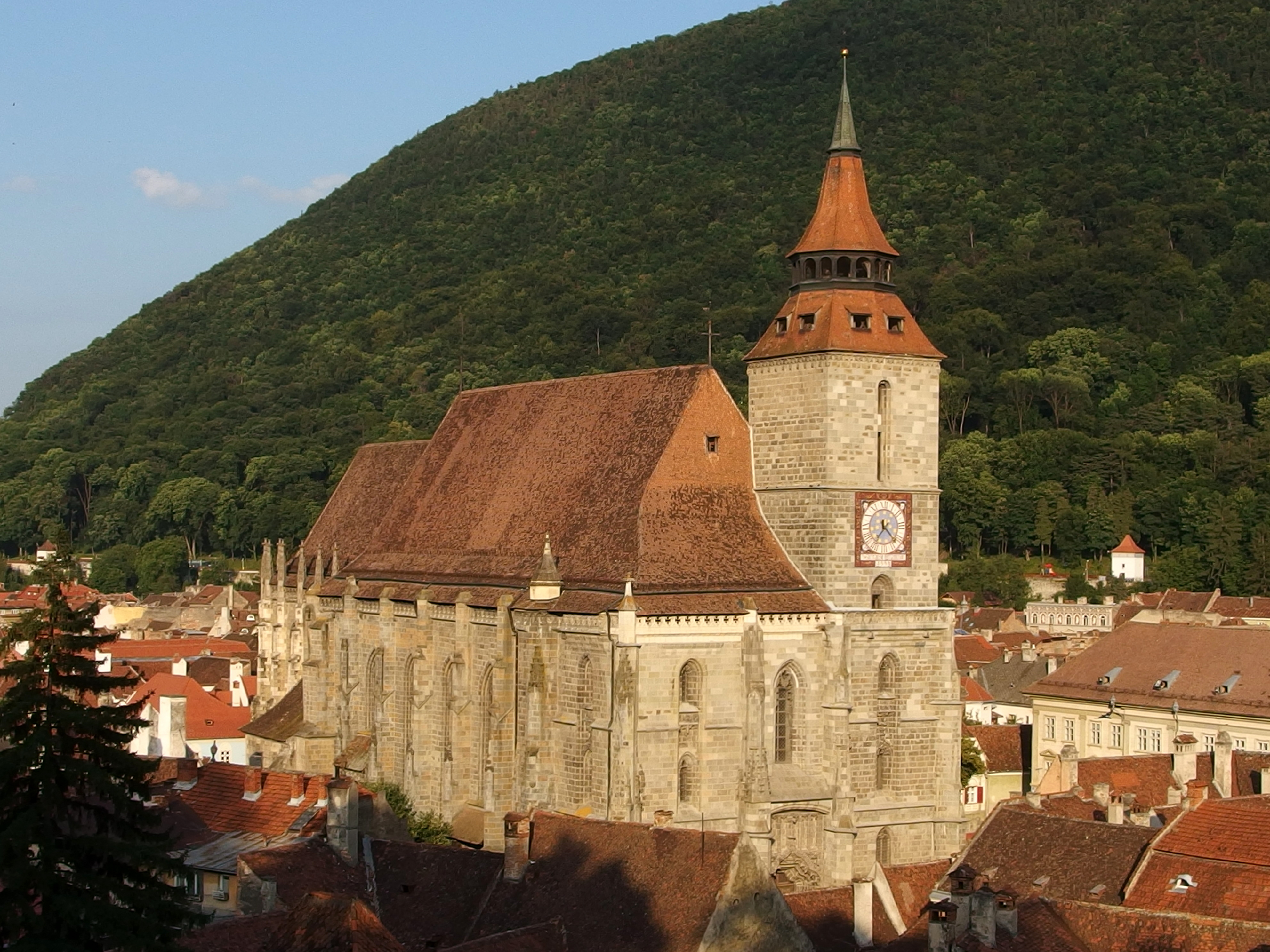
ブラショヴの黒教会

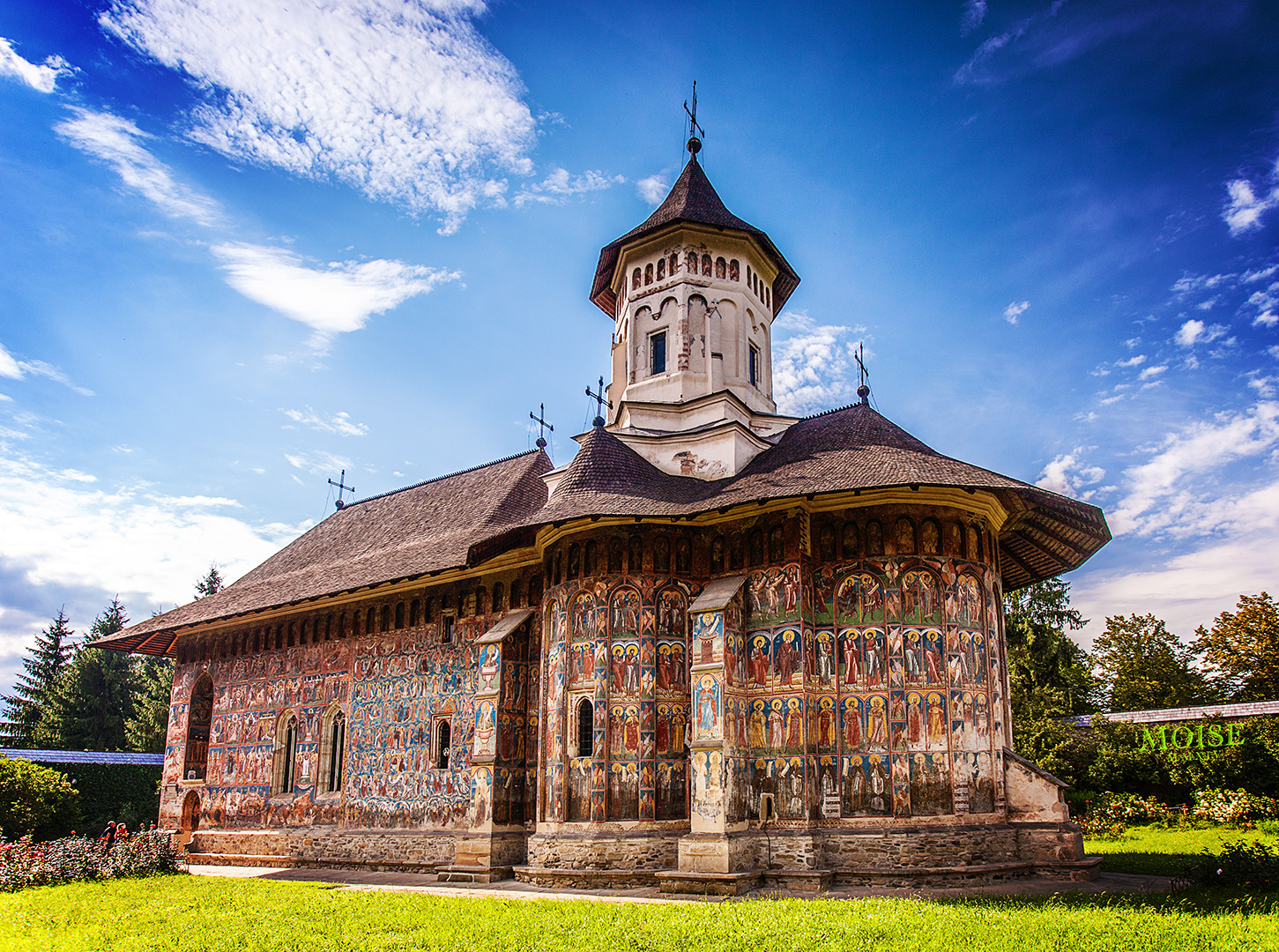
スチャヴァのモルダヴィア修道院

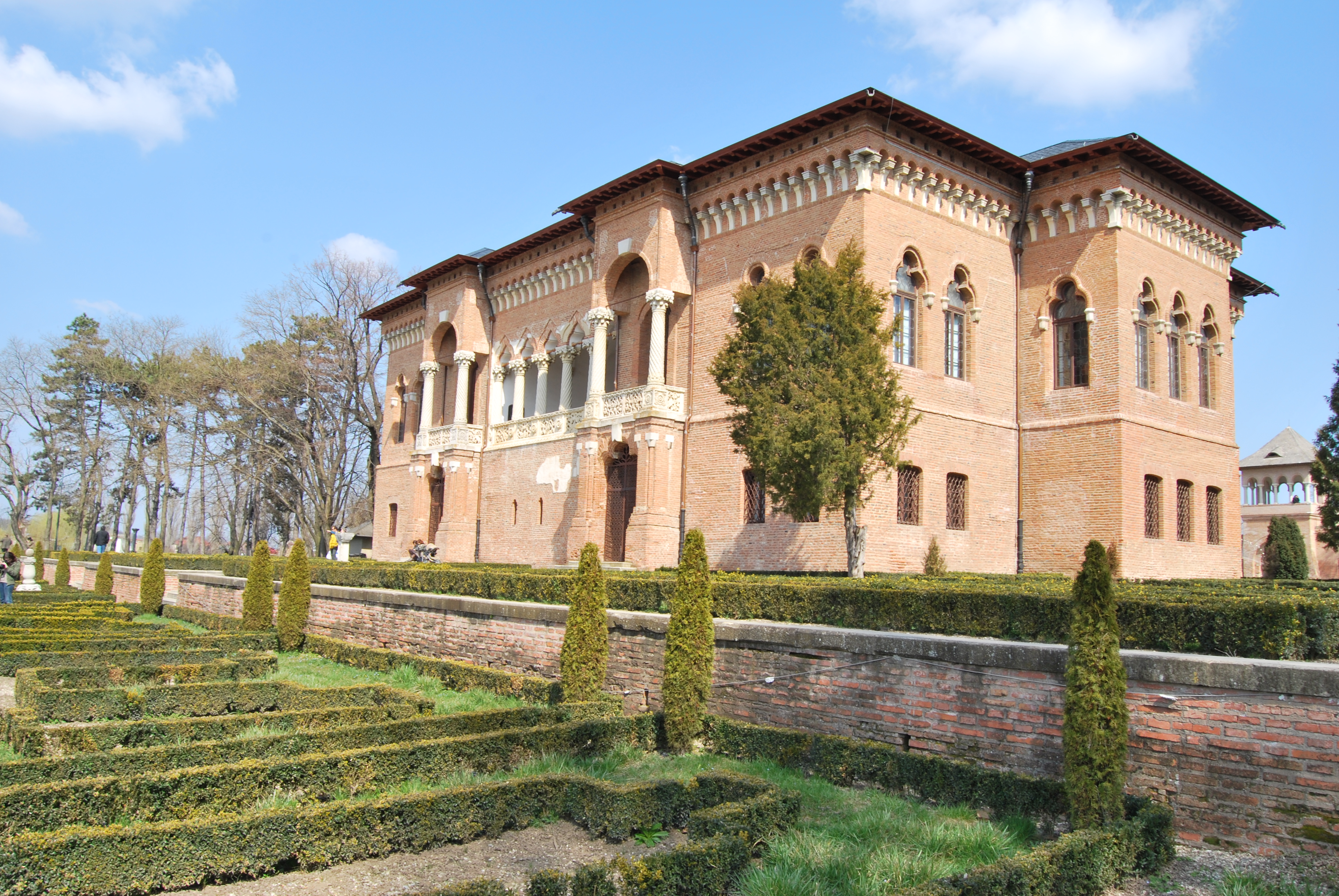
モゴショアイア宮殿

中世のルーマニアにおいては、資材や技術の異なる2種類の建築が同時に発展した。1つは当時一般的であった木造建築で、特にマラムレシュ、バナト、アプセニ山脈の村々における教会群はその賜物ともいえ、現在でも伝統が受け継がれている。マラムレシュのシシェシュティにある教会の塔は、高さが54mもあり、1721年から24年の間ヨーロッパで最も高かった。もう1つは、主に修道院や壮麗な屋敷、ボヤールの邸宅に用いられた様式であるが、古いもののほとんどは、時間経過や戦争、地震、火事などで失われている。
中世にルーマニア人が居住した3つの地域では、いずれにおいても多かれ少なかれ西欧の影響を垣間見ることができる。この影響は地元やビザンチンの伝統に取り込まれており、トランシルヴァニアでは強く、モルダヴィアでは弱い傾向にある。ワラキアでは西欧的な建築の要素はさらに希薄で、クルテア・デ・アルジェシュの聖堂やコジア修道院など、14世紀以降の建築はビザンチンの様式を適用させたものが中心である。
トランシルヴァニアのゴシック建築は、改修こそなされているものの、今日まで残っているものが多い。ブラショヴの黒教会（14〜15世紀）やそのほかの聖堂、ブラショヴ県のブラン城（14世紀）、フネドアラのフニャド城（15世紀）などがその例である。
また、トランシルヴァニアでは中世の間、要塞都市が発展した。これらの都市は機能的なつくりとなっており、多くの場合教会を伴った中央市場を中心として、周囲に狭い路地が広がり、各々はアーチ下の通路によって結ばれている。シギショアラ、シビウ、ブラショヴはこの典型例である。建築はモルダヴィアでも発展し、シュテファン3世（1457 - 1504年）は、その治世において多くの要塞を建設または再建した。スチャヴァ、ネアムツ、ホトィン、ソロカなどの都市が発達し、コンスタンティノープルのメフメト2世や、ポーランド、ハンガリー王による包囲戦を耐え抜いている。
シュテファン3世の時代、ゴシック様式と教会に用いられたビザンチン様式が融合することにより、類を見ないモルダヴィア様式が誕生した。このようななか建設されたネアムツ修道院は、1世紀以上にわたってモルダヴィアの教会・修道院群のモデルとされた。この様式は、16世紀、シュテファン3世の息子、ペトゥル・ラレス（1527 - 1538、1541 - 1546年）の治世においても引き継がれた。ボロネツやスチェビツァ、モルドビツァの修道院にみられる表玄関や外壁の塗装は革新的で、モルダヴィア北部に点在する、遠くからでも視認できる美しい形の教会は、世界的に知られるようになった。
近代以前のルーマニア文化の頂点ともいえる17世紀には、修道院の発展とともに、ほかの建築物も大きく進歩した。モルダヴィアやワラキアには壮麗なボヤールの邸宅や豪華な宮殿、トランシルヴァニアにはルネッサンス様式の立派な城が建設された。修道院には学校、工房、印刷機などが置かれており、文化の中心となっていた。1635年から1639年にかけて建設されたヤシの三成聖者修道院は、ファサード全体がラピスラズリや金箔で塗られ、幾何学的な模様が彫られるなど豪華な装飾で知られている。特に、マテイ・バサラブ（1632 - 1654年）とコンスタンティン・ブルンコヴェアヌ（1688 - 1714年）の治世には、ワラキアの建築は大きく発展した。ブルンコヴェアヌ様式は、バロックとオリエンタリズムを伝統的な建築手法に取り込んだもので、美しく彫られた石や漆喰の塗装など、豪華な塗装で有名なオルテニアのホレズ修道院やモゴショアイアの宮殿がその一例である。
ファナリオティス支配下の18世紀には、ワラキアとモルダヴィアにおいて、東洋の影響が建築にもたらされた。この時代は、宗教的な建築が比較的少ない。一方、トランシルヴァニアでは、ティミショアラやオラデアのカトリック教会に代表される宗教建築でも、クルジュ＝ナポカのバンフィ宮殿、シビウのブルケンタール宮殿などそれ以外の建築でも、バロック建築が主流であった。

## 近代建築

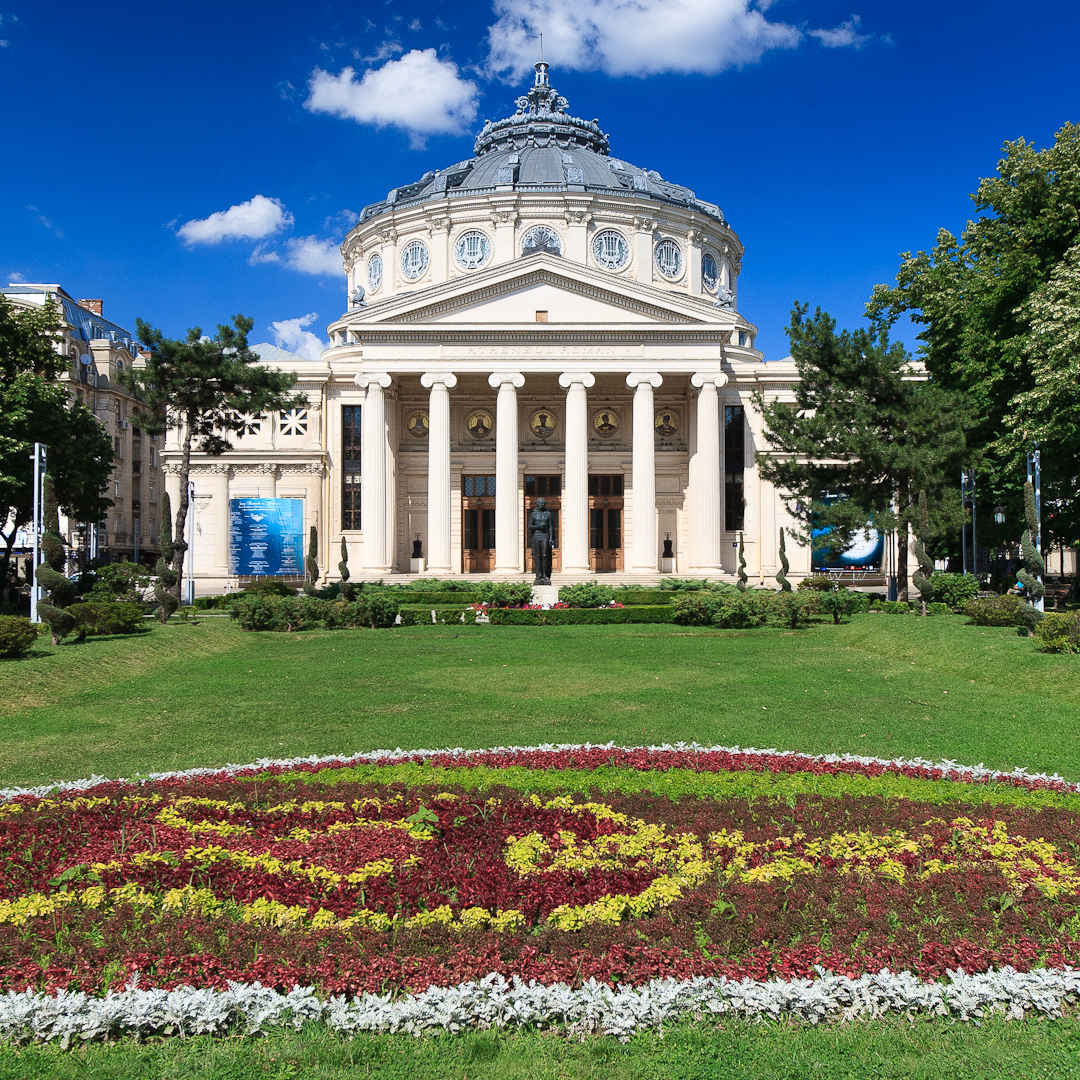
ブカレストのアテネ音楽堂

### 19世紀
19世紀前半、ルーマニアでは都市化が大幅に進み、西欧志向の近代化が行われた。そのため、都市部の建築には、ロマン主義や新古典主義を融合したものがうまれた。
19世紀後半には、古来の様式や地域のヴァナキュラー建築を用いた、歴史主義的なネオルーマニア・ロマン主義が発展した。イオン・ミンク（1852 - 1912年）は、ルーマニア建築学校を設立し、こうした建築の先駆者となった。ブカレストのラホバリー・ハウスや中央女学校など、彼の作品はロマン主義運動の重要な遺産として残っている。
ルーマニア・スクールの建築家は、グリゴーレ・アンティパ国立自然史博物館、カンタクジノ宮殿（ジョルジュ・エネスク博物館）など、新古典主義の住宅や行政のビルを設計した。
同時期に、フランスの第二帝政期建築における折衷主義に影響を受けた、ブカレスト大学中央図書館や最高裁も建設された。また、アテネ音楽堂が1886年から1888年にかけて建設され、ブカレストで最も有名な建築物となっている。1888年にはコトロセニ宮殿が建設された。数多くのパリ様式の建物が建ち並んだことにより、ブカレストには「小パリ」という愛称がつけられた。
工業化により、カロル1世橋（後にアンゲル・サリグニ橋へ改名）など土木構造物もうまれた。この橋は、1890年から1895年にかけてドナウ川に建設され、完成当時はヨーロッパで最長、世界では3番目に長い橋であった。

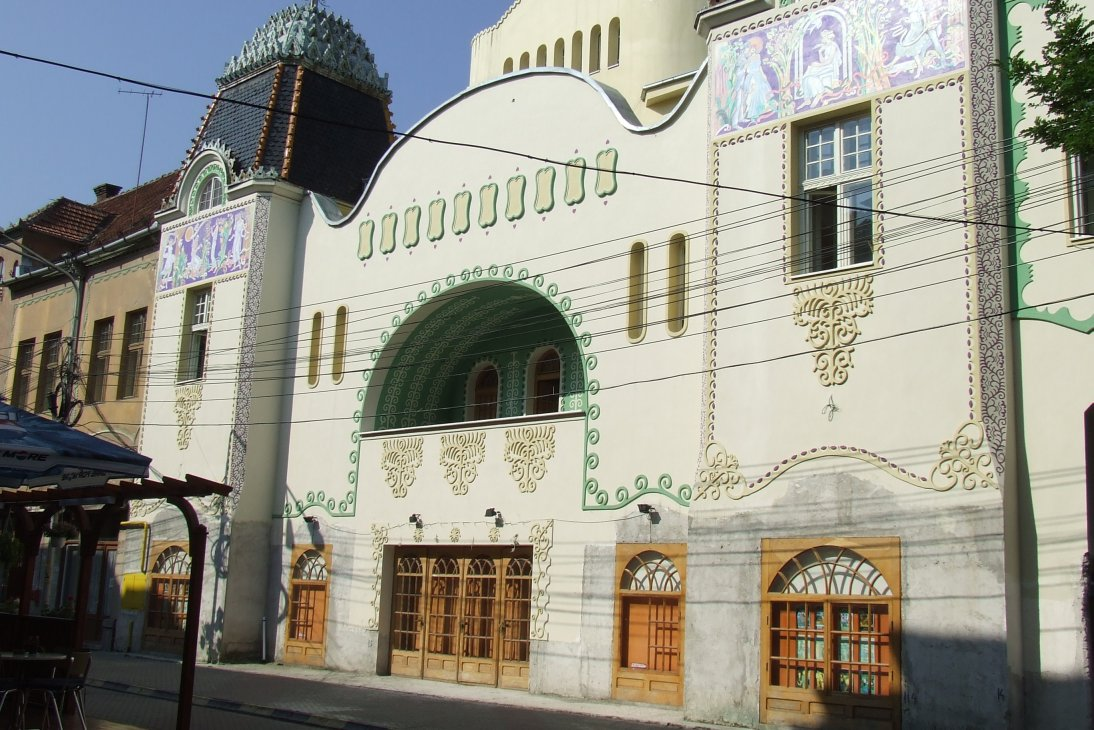
デヴァにあるアール・ヌーヴォー建築、デヴァ劇場

### 20世紀

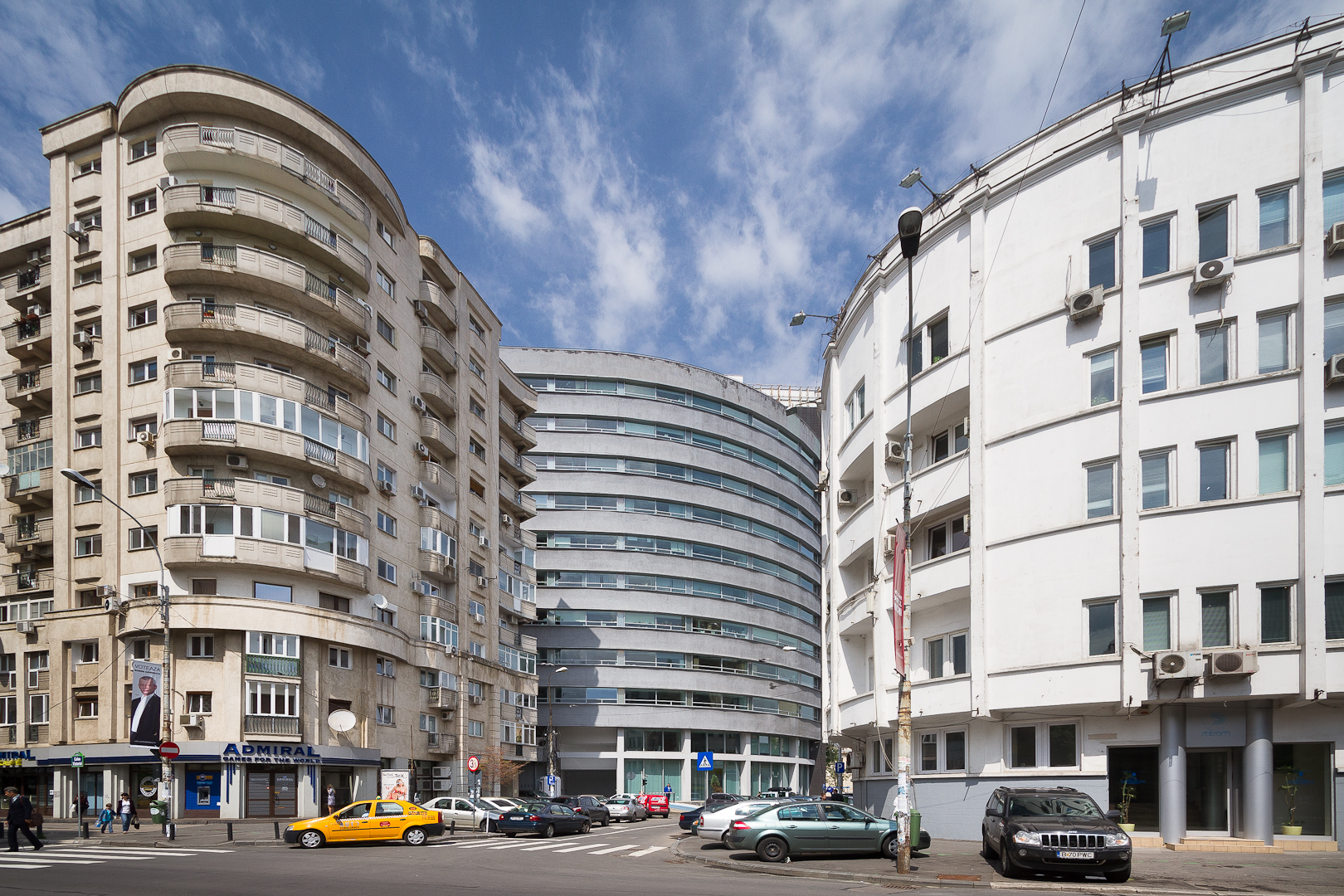
ブカレストの機能主義建築

20世紀の最初の10年間は、ルーマニアの都市部と地方で依然として格差が大きく、ダウンタウンには壮麗な建物が並ぶ一方で、農村部は建築的な側面ではほとんど変化がなかった。都市計画が最初に策定されたのも都市部の一地区で、2・3階建ての団地や2階建ての戸建て住宅が建設された。
象徴主義の運動は、アール・ヌーヴォーをルーマニアにもたらした。戦間期には、アール・デコが導入され、電話宮殿（1933年）や旧国立競技場（1926年）が建設された。
ホリア・クリヤンガ（1893 - 1943年）やデュリウ・マルク（1885 - 1966年）らは、シンプルな形状で機能主義的な建築を追求した。彼らの作品として、ブカレスト北駅やルーマニア国立銀行本部（1940年代前半）がある。

#### 共産主義時代
1947年、共産主義政権のルーマニア人民共和国が誕生し、1947年から1965年にかけて、ゲオルゲ・ゲオルギュ＝デジが初代書記長を務めた。彼は、重工業のインフラを整備することで工業化政策を推し進め、ブカレストや主要都市から離れた工業・農業拠点へと多くの人々を移住させた。
1970年代半ば頃まで、ブカレストはほかの主要都市同様、発展に伴って市街地が東西や南へと拡大した。市の郊外には高密度の集合住宅が建設され、ドルム・タベレイ、ティタン、ジュルジュルイ地区の一部には、都市計画や建築計画が適用された。

##### 体系化政策

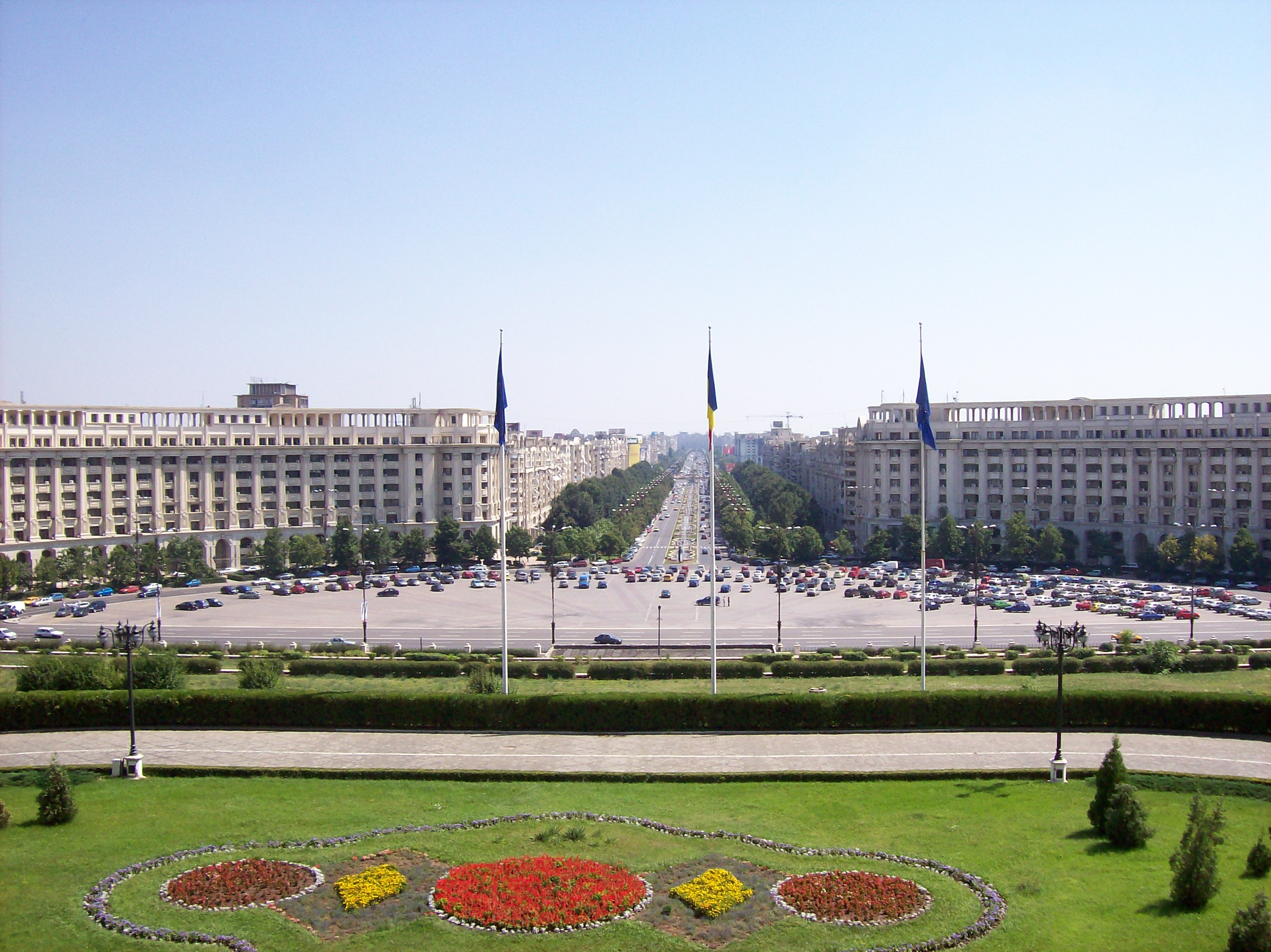
ブカレストのチェントルル・チヴィク地区

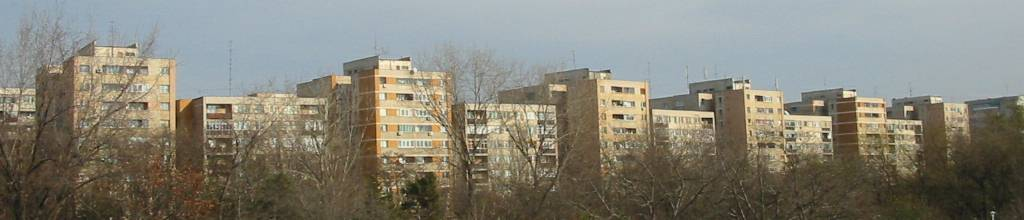
多くの都市では平準化された団地が建ち並んだ。写真はブカレスト

共産主義時代の後半は、ナショナリズムの影響が色濃い。当時の指導者であるニコラエ・チャウシェスク（1965 - 1989年）は、1971年に北朝鮮と中国を訪問したことをきっかけに、体系化政策と呼ばれる都市計画を実行する。プレハブの建築設計により、8階から10階建ての高密度な集合住宅団地が数多く建設され、都市景観が平準化されることとなった。急速に都市が成長する一方、古くからの農村の価値観やアーバニズムの積極的論理は無視された。
都市の歴史的な中心市街地や地方の町は、チャウシマと揶揄される政策によって取り壊され、団地や産業プロジェクトの用地に転用された。チャウシェスクは、ハンガーサーカスと呼ばれる、市場と大型スーパーマーケットが一体となった、大きなドーム状のフードコンプレックスを建設したほか、折衷的な古典主義を取り入れた、壮麗で記念碑的な公共建造物をつくるよう命じた。
チャウシマの最も顕著な例として代表されるのが、ブカレストのチェントルル・チヴィク地区である。ここには、チャウシェスクが建てた壮大な政府庁舎である人民の館がある。チェントルル・チヴィクの建設のため、ドゥンボヴィツァ川を越えてブカレスト南部に至るまで、18世紀〜19世紀の貴重な建築が取り壊された。人民の館は、行政機関の入る世界最大級の建築物である。これらの建物はコンクリート造で、新古典主義を模倣した大理石のファサードがつけられている。

## 21世紀

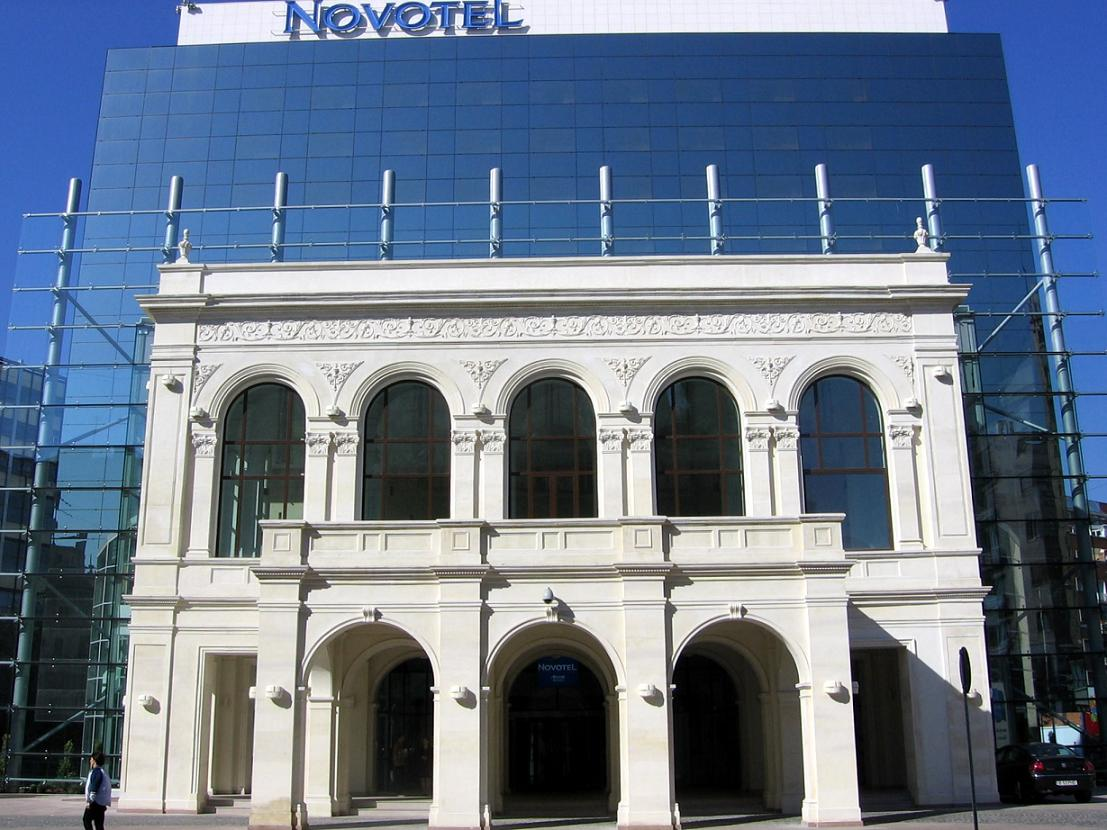
近代的なホテルのファサードとして、新古典主義のポルトコシェールがつけられている

1989年にルーマニア革命が起こると、チャウシェスク率いる共産主義政権は追放された。革命以降のルーマニアの建築、都市計画は、機能性や国際的な文脈における国家の美学を追求するため、新たな概念を生み出している。21世紀の近代的な建築物のほとんどは、ガラスや鋼でできている。また、ルーマニア建築連合の本部ビルなど、歴史的な建造物に近代的なウイングやファサードを取り付けることも流行している。
共産主義以降の代表的な建築として、ブカレスト・フィナンシャルプラザ、スタディオヌル・ナツィオナル、シティゲートタワーズ、ブカレスト・タワーセンターが挙げられる。また、アスミタ・ガーデンズなど、高層住宅も建設されている。